# 岡山県道69号西大寺備前線
岡山県道69号西大寺備前線（おかやまけんどう69ごう さいだいじびぜんせん）は、岡山県岡山市東区から備前市に至る県道（主要地方道）である。

## 概要

### 路線データ
- 起点：岡山県岡山市東区西大寺浜（西大寺浜交差点、岡山県道28号岡山牛窓線交点）
- 終点：岡山県備前市畠田（二ノ樋交差点、国道2号交点）

## 歴史
- 1993年（平成5年）5月11日 - 建設省から、県道西大寺備前線が西大寺備前線として主要地方道に指定される[1]。

## 路線状況

### 重複区間
- 岡山県道224号瀬西大寺線（岡山市東区西大寺射越 - 瀬戸内市邑久町大富・大富交差点）
- 岡山県道264号福里八日市線（瀬戸内市長船町土師 - 瀬戸内市長船町服部・服部交差点）

## 地理

### 通過する自治体
- 岡山市（東区）
- 瀬戸内市
- 岡山市（東区）
- 瀬戸内市
- 備前市

### 交差する道路
| 交差する道路                                                   | 市町村名 | 市町村名 | 交差する場所         | 交差する場所          |
| -------------------------------------------------------------- | -------- | -------- | -------------------- | --------------------- |
| 岡山県道28号岡山牛窓線 岡山市道402443061号西大寺浜64号線       | 岡山市   | 東区     | 西大寺浜             | 西大寺浜交差点 / 起点 |
| 岡山県道226号牛窓邑久西大寺線                                  | 岡山市   | 東区     | 西大寺新地           | 西大寺門前交差点      |
| 岡山県道224号瀬西大寺線 重複区間起点                           | 岡山市   | 東区     | 西大寺射越（いこし） |                       |
| 岡山県道224号瀬西大寺線 重複区間終点                           | 瀬戸内市 | 瀬戸内市 | 邑久町大富           | 大富交差点            |
| 岡山県道223号箕輪尾張線                                        | 瀬戸内市 | 瀬戸内市 | 邑久町箕輪           | 箕輪交差点            |
| 岡山県道83号飯井宿線                                           | 瀬戸内市 | 瀬戸内市 | 長船町土師（はじ）   |                       |
| 岡山県道264号福里八日市線 重複区間起点                         | 瀬戸内市 | 瀬戸内市 | 長船町土師           |                       |
| 岡山県道264号福里八日市線 重複区間終点 岡山県道464号服部射越線 | 瀬戸内市 | 瀬戸内市 | 長船町服部           | 服部交差点            |
| 国道2号 国道250号 重複                                         | 備前市   | 備前市   | 畠田                 | 二ノ樋交差点 / 終点   |

### 交差する鉄道
- 赤穂線

### 沿線
- 健幸プラザ西大寺（東部クリーンセンター内）
- 餘慶寺
- 備前福岡の市（瀬戸内市長船町福岡地内）
- JR西日本赤穂線 長船駅
- 備前長船刀剣博物館